# 土屋安親

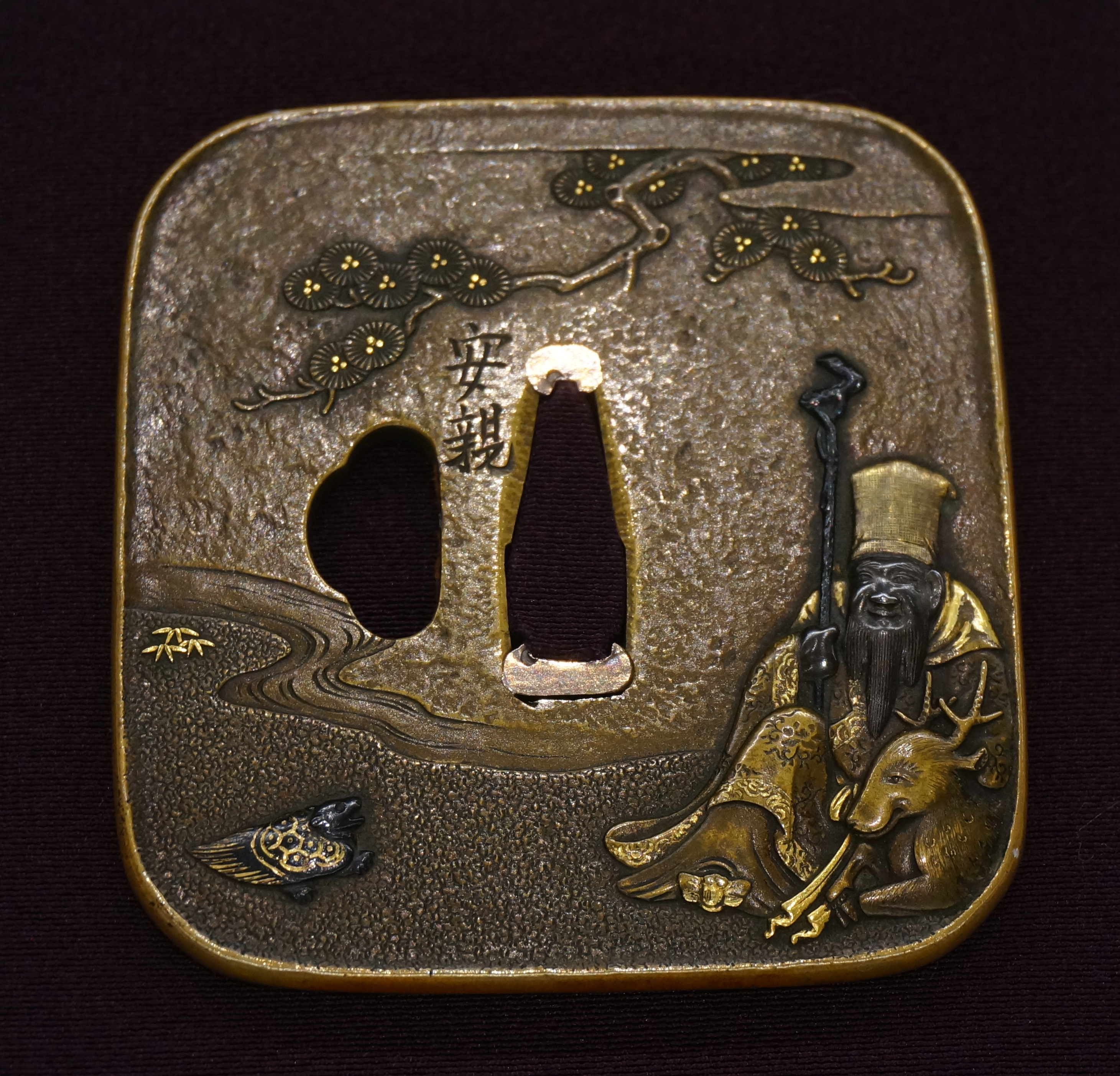
安親作の寿老人図鍔、特別重要刀装具

土屋 安親（つちや やすちか、寛文10年（1670年） - 延享元年9月27日（1744年11月1日））は、日本の装剣金工師。弥五八、東雨とも。
1670年（寛文10年）出羽国田川郡鶴ヶ岡城下（現・山形県鶴岡市）に、庄内藩士・土屋忠左衛門の子として生まれる。佐藤珍久に師事する。1703年（元禄16年）江戸で奈良辰政に入門する。正徳年間、守山藩主・松平頼貞に二十人扶持の待遇で迎えられる。享保年間、同職を辞して江戸の神田で開業する。1744年（延享元年）死去する。享年74。墓は浅草（後に練馬）の林宗院にある。

## 作品
- 干網千鳥透鐔（重要文化財）
- 浜松千鳥図鐔（重要文化財）
- 豊千禅師図鐔（重要文化財）

## 参考資料
- 『庄内人名辞典』 大瀬欽哉（代表編者） 致道博物館内「庄内人名辞典刊行会」（発行）
- 土屋安親作 芙蓉打出硯箱（根津美術館）